# Lily Jan
Lily Yeh Jan (nom chinois Ye Gongzhu 葉公杼), née le 20 janvier 1947 à Fuzhou, est une neuroscientifique américaine d'origine taïwanaise, professeure de « physiologie moléculaire Jack and DeLoris Lange » à l'université de Californie à San Francisco.

## Biographie
Lily Jan naît à Fuzhou en Chine, ses parents sont comptables. En 1949 sa famille s'enfuit à Taïwan.
Elle a étudié à l'université nationale de Taïwan où elle a obtenu une licence de physique en 1968. Elle a ensuite poursuivi ses études à Caltech en physique théorique, puis s'est tournée vers la biologie. Son directeur de thèse, Max Delbrück, lauréat du prix Nobel en 1969, est également un physicien qui plus tard a étudié la biologie. Après avoir obtenu son diplôme en 1974, elle a suivi des formations post-doctorales à Caltech sous la direction de Seymour Benzer puis à l'École médicale de Harvard sous celle de Steven Kuffler. Elle est chercheuse au Howard Hughes Medical Institute (HHMI) depuis 1984.
Son mari a également étudié la physique à l'université nationale de Taïwan avant d'aller à Caltech, où, d'abord étudiant en physique, il est passé à la biologie. Ils se sont mariés en 1971. Ils étaient dans le même laboratoire à Caltech durant leurs études, ont fait leurs post-doctorats ensemble, et ont remporté plusieurs prix ensemble. Ils ont rejoint en 1979 le corps professoral de université de Californie à San Francisco (UCSF) où ils ont mis en place un laboratoire commun. Ils ont un fils, Max, et une fille, Emily.

## Prix
- Élu membre de l'Académie nationale des sciences des États-Unis (1996)
- Élu membre de l'Academia Sinica, Taiwan (1998)
- Distinguished Alumni Award, du California Institute of Technology (2006)
- Prix du mérite de l'Institut national de santé (2006)
- Élu membre de l'Académie américaine des arts et des sciences (2007)
- Prix W. Alden Spencer et poste d'enseignant du supérieur, à l'université Columbia (1988)
- Prix de biophysique de la Société K. S. Cole (2004)
- Jan Lab Colloque (2006)
- Presidential Award de la Société chinoise des biologistes en Amérique (2006)
- Prix Ralph Gerard de la Société des neurosciences (2009)
- Prix Edward M. Scolnick en neurosciences, de l'Institut de technologie du Massachusetts (2010)
- Conférence Albert et Ellen Herbe, de la Society for Neuroscience (2010)
- Prix Willey en sciences biomédicales (2011)
- Prix Gruber dans le domaine des neurosciences (2012)